# Pech-Luna
Pech-Luna är en kommun i departementet Aude i regionen Occitanien  i södra Frankrike. Kommunen ligger  i kantonen Belpech som ligger i arrondissementet Carcassonne. År 2022 hade Pech-Luna 76 invånare.

## Befolkningsutveckling
Antalet invånare i kommunen Pech-Luna
Referens: INSEE